# Кристоф Дигари
Кристоф Дигари (фр. Christophe Dugarry; Лормон, 24. март 1972) је француски бивши фудбалер и репрезентативац.

## Каријера

### Репрезентација
Дигари је за репрезентацију скупио 55 наступа и 8 поготка. Био је члан тима који је освојио Светско првенство 1998. и Европско првенство 2000. године.